# Economia Macao
Economia Macao a rămas una dintre cele mai deschise economii din lume, de la predarea suveranității către China, în 1999. Exporturile de îmbrăcăminte și turismul legat de jocurile de noroc sunt pilonii economiei. Deoarece Macao are puține terenuri arabile și puține resurse naturale, depinde de China continentală pentru cea mai mare parte a importurilor sale de alimente, apă potabilă și energie. Japonia și Hong Kong sunt principalii furnizori de materii prime și bunuri de capital. Cu toate că Macao a fost puternic afectată de criza financiară asiatică din 1997-1998 și de recesiunea din anii 2000, economia sa a înregistrat o creștere medie anuală de aproximativ 13,1% între 2001 și 2006. Macao este membru deplin al Organizației Mondiale a Comerțului. Securitatea publică s-a îmbunătățit considerabil după transferul către Republica Populară Chineză. Datorită veniturilor fiscale provenite din industria jocurilor de noroc profitabile, guvernul Macao poate introduce un program de asistență socială care oferă 15 ani de educație gratuită pentru toți cetățenii Macao. În 2015, economia Macao a înregistrat o scădere semnificativă (-26,4% față de aceeași perioadă a anului precedent în T2 2015) din cauza reducerii cheltuielilor vizitatorilor din China continentală ca urmare a campaniei anticorupție conduse de Xi Jinping.

## Legături externe
- Portal of the government of Macau Arhivat în 29 august 2006, la Wayback Machine.
- Statistics and Census Service of Macau